# 2,4-二甲基苯酚
2,4-二甲基苯酚是一种有机化合物，化学式为C8H10O，它是二甲基苯酚的同分异构体之一。它可以2,4-二甲基苯胺为原料，经重氮化反应、水解制得。它是药物中间体，可用于合成沃替西汀。